# Felipe del Palatinado (1480-1541)

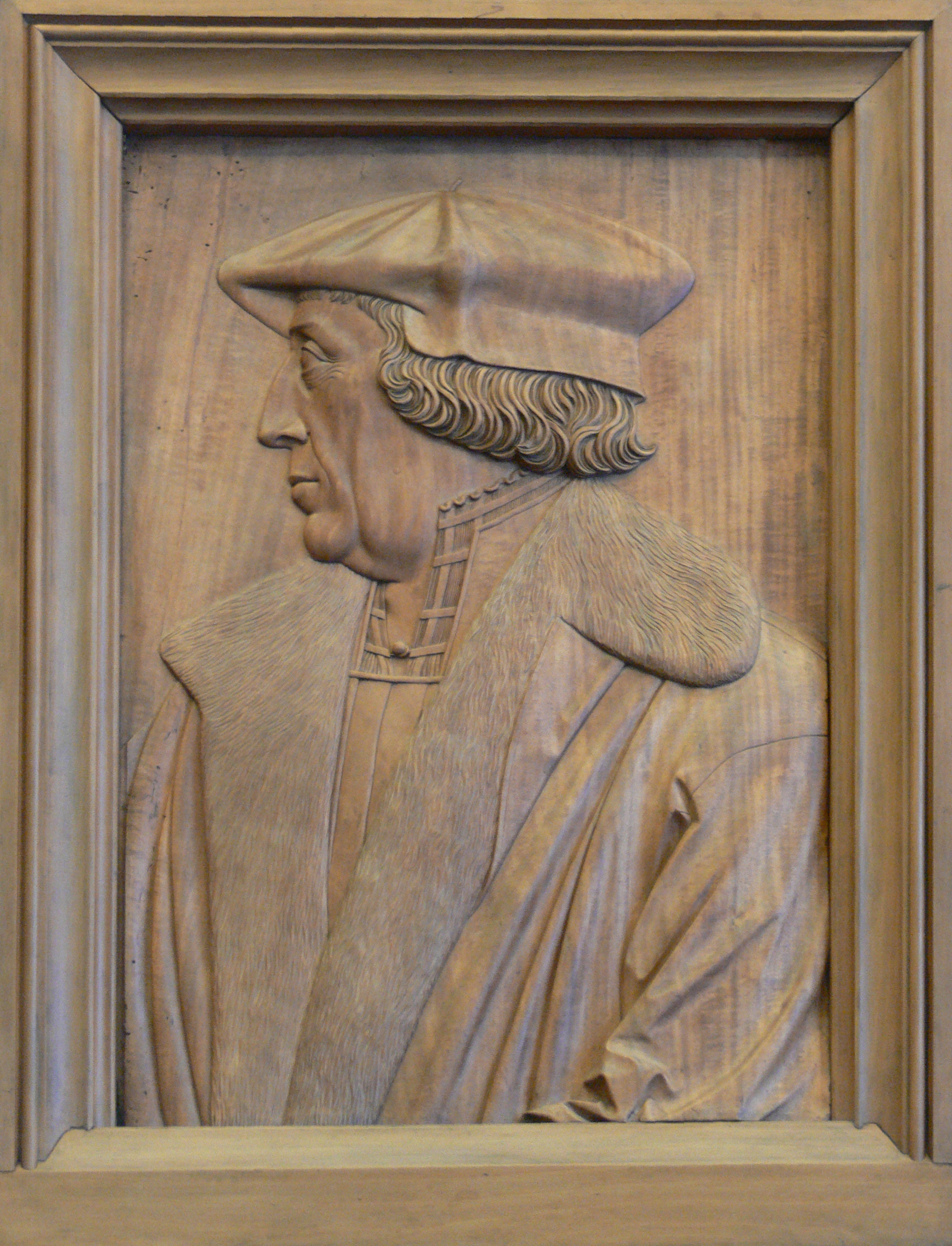
Príncipe obispo Felipe del Palatinado (retrato circa de 1526).

Felipe del Palatinado (Heidelberg, 5 de julio de 1480 - Freising, 5 de enero de 1541) fue príncipe-obispo de Freising (1498-1541), y de Naumburgo (1517-1541). Fue un destacado miembro de la familia real Wittelsbach.

## Vida
Era hijo de Felipe del Palatinado y  de Margarita de Baviera-Landshut, ambos príncipes electores del Palatinado.
En 1512, Felipe fue nombrado coadjutor del obispo Juan III de Naumburgo. Tras la muerte de Juan III, en 1517, Felipe fue nombrado príncipe-obispo de Naumburgo. Felipe vivió en Naumburgo durante diez meses, ya que después regresó a su residencia de Freising, mientras que Naumburgo fue gobernada por los administradores locales. 
Mientras disfrutaba de la buena voluntad de la casa de Wettin , tomó una actitud moderada hacia Martín Lutero.
Felipe fue un destacado defensor de la diócesis de Freising durante los conflictos ocasionados por la guerra de los campesinos alemanes.
Después de su muerte, ocurrida el 5 de enero de 1541, su hermano Enrique del Palatinado asumió el título de príncipe-obispo de Freising.